# Karri Pajarinen
Karri Pajarinen (5 ottobre 1998) è un giocatore di football americano finlandese, che gioca come runningback per i Vienna Vikings.

## Palmarès
- 1 NEFL (Helsinki Roosters, 2017)
- 4 Vaahteramalja (Helsinki Roosters, 2016, 2017, 2018, 2019)